# Celia Bourihane
Celia Bourihane, née le 22 janvier 1995 à Béjaïa, est une joueuse algérienne de volley-ball.

## Club
ancien club  :  NC Béjaïa 2004-2018  
Club actuel McAlger (ex gsp) 2018-